# Tour d'Italie 1981
La 64e édition du Tour d'Italie s'est élancée de Trieste le 13 mai 1981 et est arrivée à Vérone le 7 juin. Long de 3 889,6 km, ce Giro a été remporté par l'Italien Giovanni Battaglin.

## Équipes participantes
| N.    | Code | Équipe               |
| ----- | ---- | -------------------- |
| 1-10  | BIA  | Bianchi              |
| 11-20 | CIL  | Cilo-Aufina          |
| 21-30 | FAM  | Famcucine-Campagnolo |
| 31-40 | ZOR  | Zor                  |
| 41-50 | GIS  | Gis Gelati           |
| 51-60 | HOO  | Hoonved-Bottecchia   |
| 61-70 | INO  | Inoxpran             |

| N.      | Code | Équipe                |
| ------- | ---- | --------------------- |
| 71-80   | KON  | Kondor                |
| 81-90   | MAG  | Magniflex-Olmo        |
| 91-100  | SAF  | Safir                 |
| 101-110 | SAM  | Sammontana            |
| 111-120 | SAN  | Santini-Selle Italia  |
| 121-130 | TRI  | Selle San Marco-Sider |

## Classement général
| Classement général final     | Classement général final |
| ---------------------------- | ------------------------ |
| 1. Giovanni Battaglin        | 104 h 51 min 36 s        |
| 2. Tommy Prim                | à 38 s                   |
| 3. Giuseppe Saronni          | à 50 s                   |
| 4. Silvano Contini           | à 2 min 59 s             |
| 5. Josef Fuchs               | à 3 min 19 s             |
| 6. Roberto Visentini         | à 5 min 37 s             |
| 7. Alfio Vandi               | à 9 min 32 s             |
| 8. Beat Breu                 | à 10 min 02 s            |
| 9. Claudio Bortolotto        | à 10 min 12 s            |
| 10. Gianbattista Baronchelli | à 12 min 01 s            |
| 130 partants, 104 classés    |                          |

## Étapes
| Étape      | Date     | Villes étapes                            | km  | Vainqueur d'étape        | Leader du classement général |
| Prologue   | 13 mai   | Trieste                                  | 6,6 | Knut Knudsen             | Knut Knudsen                 |
| 1rea étape | 14 mai   | Trieste - Bibione                        | 100 | Guido Bontempi           | Guido Bontempi               |
| 1reb étape | 14 mai   | Lignano Sabbiadoro - Bibione             | 15  | Hoonved-Bottecchia       | Francesco Moser              |
| 2e étape   | 15 mai   | Bibione - Ferrare                        | 211 | Paolo Rosola             | Gregor Braun                 |
| 3e étape   | 16 mai   | Bologne – Recanati                       | 255 | Giuseppe Saronni         | Francesco Moser              |
| 4e étape   | 18 mai   | Recanati - Lanciano                      | 214 | Mario Beccia             | Francesco Moser              |
| 5e étape   | 19 mai   | Marina di San Vito - Rodi Garganico      | 180 | Giuseppe Saronni         | Francesco Moser              |
| 6e étape   | 20 mai   | Rodi Garganico - Bari                    | 225 | Giuseppe Saronni         | Giuseppe Saronni             |
| 7e étape   | 21 mai   | Bari - Potenza                           | 143 | Palmiro Masciarelli      | Giuseppe Saronni             |
| 8e étape   | 22 mai   | Sala Consilina - Cosenza                 | 202 | Moreno Argentin          | Giuseppe Saronni             |
| 9e étape   | 23 mai   | Cosenza - Reggio Calabria                | 230 | Sergio Parsani           | Giuseppe Saronni             |
| 10e étape  | 25 mai   | Rome - Cascia                            | 166 | Gianbattista Baronchelli | Giuseppe Saronni             |
| 11e étape  | 26 mai   | Cascia - Arezzo                          | 199 | Giovanni Renosto         | Giuseppe Saronni             |
| 12e étape  | 27 mai   | Arezzo - Montenero                       | 224 | Moreno Argentin          | Giuseppe Saronni             |
| 13e étape  | 28 mai   | Empoli - Montecatini Terme               | 35  | Knut Knudsen             | Roberto Visentini            |
| 14e étape  | 29 mai   | Montecatini Terme - Salsomaggiore Terme  | 224 | Francesco Moser          | Silvano Contini              |
| 15e étape  | 30 mai   | Tabiano Bagni - Pavie                    | 198 | Daniel Gisiger           | Silvano Contini              |
| 16e étape  | 31 mai   | Milan - Mantoue                          | 173 | Claudio Torelli          | Silvano Contini              |
| 17e étape  | 1er juin | Mantoue - Borno                          | 215 | Benedetto Patellaro      | Silvano Contini              |
| 18e étape  | 2 juin   | Borno - Dimaro                           | 127 | Miguel María Lasa        | Silvano Contini              |
| 19e étape  | 4 juin   | Dimaro - San Vigilio di Marebbe          | 208 | Giovanni Battaglin       | Silvano Contini              |
| 20e étape  | 5 juin   | San Vigilio di Marebbe - Rifugio Auronzo | 100 | Beat Breu                | Giovanni Battaglin           |
| 21e étape  | 6 juin   | Auronzo di Cadore - Arzignano            | 197 | Pierino Gavazzi          | Giovanni Battaglin           |
| 22e étape  | 7 juin   | Soave - Vérone                           | 42  | Knut Knudsen             | Giovanni Battaglin           |

## Classements annexes
| Classement par points     | Giuseppe Saronni    | 215 points        |
| Deuxième                  | Tommy Prim          | 133 points        |
| Troisième                 | Giovanni Mantovani  | 215 points        |
| Classement de la montagne | Claudio Bortolotto  | 510 points        |
| Deuxième                  | Beat Breu           | 500 points        |
| Troisième                 | Benedetto Patellaro | 290 points        |
| Classement des jeunes     | Giuseppe Faraca     | 105 h 05 min 30 s |
| Deuxième                  | Alberto Minetti     | -                 |
| Troisième                 | George Mount        | -                 |
| Classement par équipes    | Bianchi             | 313 h 55 min 08 s |
| Deuxième                  | Cilo-Aufina         | -                 |
| Troisième                 | Inoxpran            | -                 |

## Liste des coureurs
| Bianchi | Cilo Aufina | Famcucine |
| - 1 Gianbattista Baronchelli (Ita) 10e - 2 Gaetano Baronchelli (Ita) 82e - 3 Silvano Contini (Ita) 4e - 4 Aldo Donadello (Ita) 84e - 5 Serge Parsani (Ita) 31e - 6 Ennio Vanotti (Ita) 51e - 7 Knut Knudsen (Nor) 22e - 8 Tommy Prim (Sue) 2e - 9 Alf Segersäll (Sue) 58e - 10 Bruno Wolfer (Sui) 49e                                        | - 11 Thierry Bolle (Sui) 92e - 12 Beat Breu (Sui) 8e - 13 Serge Demierre (Sui) 27e - 14 Josef Fuchs (Sui) 5e - 15 Daniel Gisiger (Sui) 74e - 16 Erwin Lienhard (Sui) 19e - 17 Stefan Mutter (Sui) 39e - 18 Gottfried Schmutz (Sui) 26e - 19 Ueli Sutter (Sui) 53e - 20 Josef Wehrli (Sui) 66e                                      | - 21 Francesco Moser (Ita) 21e - 22 Carmelo Barone (Ita) ab - 23 Gregor Braun (All) ab - 24 Piero Ghibaudo (Ita) 83e - 25 Palmiro Masciarelli (Ita) 36e - 26 Leonardo Mazzantini (Ita) 47e - 27 Alberto Minetti (Ita) 23e - 28 Dante Morandi (Ita) 101e - 29 Glauco Santoni (Ita) 38e - 30 Claudio Torelli (Ita) 34e                           |
| Zor | Gis Gelati | Hoonved Bottecchia |
| - 31 Faustino Ruperez (Esp) ab - 32 Angel Arroyo (Esp) ab - 33 Miguel Maria Lasa (Esp) 37e - 34 Pedro Muñoz Machín Rodríguez (Esp) 41e - 35 José Luis Lopez Cerron (Esp) 93e - 36 José Maria Gonzalez (Esp) ab - 37 Eduardo Chozas (Esp) 16e - 38 Guillermo De La Pena (Esp) 32e - 39 Eugenio Herranz (Esp) 102e - 40 Carlos Machin (Esp) ab | - 41 Giuseppe Saronni (Ita) 3e - 42 Leonardo Bevilacqua (Ita) 91e - 43 Roberto Ceruti (Ita) 35e - 44 Simone Fraccaro (Ita) 52e - 45 Gabriele Landoni (Ita) ab - 46 Valerio Lualdi (Ita) 48e - 47 Wladimiro Panizza (Ita) ab - 48 Giuseppe Passuello (Ita) 79e - 49 Maurizio Piovani (Ita) 45e - 50 Gianluigi Zuanel (Ita) 96e      | - 51 Fiorenzo Aliverti (Ita) 62e - 52 Antonio Bevilacqua (Ita) 76e - 53 Emanuele Bombini (Ita) ab - 54 Luciano Borgognoni (Ita) 54e - 55 Giuseppe Faraca (Ita) 11e - 56 Giovanni Mantovani (Ita) 65e - 57 Giovanni Moro (Ita) 73e - 58 Benedetto Patellaro (Ita) 68e - 59 Luciano Rui (Ita) 60e - 60 Flavio Zappi (Ita) ab                     |
| Inoxpran | Kondor | Magniflex |
| - 61 Giovanni Battaglin (Ita) 1e - 62 Per Bausager (Dan) 44e - 63 Giuliano Biatta (Ita) 69e - 64 Guido Bontempi (Ita) ab - 65 Alfredo Chinetti (Ita) 33e - 66 Alfonso Dal Pian (Ita) 42e - 67 Bruno Leali (Ita) 28e - 68 Luciano Loro (Ita) 20e - 69 Jorgen Marcussen (Dan) 17e - 70 Amilcare Sgalbazzi (Ita) 40e                            | - 71 Dietrich Thurau (All) 14e - 72 Heinz Betz (All) ab - 73 Hans-Peter Jakst (All) 100e - 74 Peter Kehl (All) ab - 75 Ludo Loos (Bel) ab - 76 Stefan Schropfer (All) 104e - 77 Roy Schuiten (Hol) 90e - 78 Rudy Weber (All) 99e - 79 Daniele Tinchella (Ita) ab - 80 Sante Fossato (Ita) ab                                       | - 81 Marino Amadori (Ita) ab - 82 Giancarlo Casiraghi (Ita) 24e - 83 Mario Noris (Ita) 85e - 84 Pierino Gavazzi (Ita) 64e - 85 Bernt Johansson (Sue) ab - 86 Giuseppe Lanzoni (Ita) ab - 87 Francesco Masi (Ita) 70e - 88 Leonardo Natale (Ita) 13e - 89 Giovanni Renosto (Ita) 88e - 90 Paolo Rosola (Ita) 103e                               |
| Safir | Sammontana | Santini Selle Italia |
| - 91 Willem Peeters (Bel) ab - 92 Benny Schepmans (Bel) 97e - 93 Willy Sprangers (Bel) 98e - 94 Jean-Philippe Vandenbrande (Bel) 46e - 95 Hendrik Vandenbrande (Bel) ab - 96 Marc Van Geel (Bel) ab - 97 Ronny Van Holen (Bel) ab - 98 Eddy Van Hoof (Bel) ab - 99 Willy Vigouroux (Bel) 71e - 100 John Trevorrow (Aus) 81e                  | - 101 Roberto Visentini (Ita) 6e - 102 Moreno Argentin (Ita) 43e - 103 Tullio Bertacco (Ita) 57e - 104 Maurizio Bertini (Ita) ab - 105 Pierangelo Bincoletto (Ita) 56e - 106 Claudio Corti (Ita) 67e - 107 Salvatore Maccali (Ita) 59e - 108 Raniero Gradi (Ita) 87e - 109 George Mount (Usa) 25e - 110 Alessandro Pozzi (Ita) 18e | - 111 Mario Beccia (Ita) 12e - 112 Claudio Bortolotto (Ita) 9e - 113 Giuseppe Martinelli (Ita) 86e - 114 Tranquillo Andreetta (Ita) 95e - 115 Alessio Antonini (Ita) 55e - 116 Silvano Cervato (Ita) 50e - 117 Fiorenzo Favero (Ita) 80e - 118 Riccardo Magrini (Ita) 30e - 119 Luciano Rabottini (Ita) 77e - 120 Jean-Marie Wampers (Bel) 94e |
| Selle San Marco | | |
| - 121 Alfio Vandi (Ita) 7e - 122 Cesare Cipollini (Ita) ab - 123 Walter Clivati (Ita) 72e - 124 Franco Conti (Ita) 29e - 125 Antonio D'Alonzo (Ita) 15e - 126 Corrado Donadio (Ita) 78e - 127 Enrico Maestrelli (Ita) 63e - 128 Flavio Miozzo (Ita) 89e - 129 Sergio Santimaria (Ita) 75e - 130 Claudio Savini (Ita) 61e                     | | |

## Crédit d'auteurs
- (nl) Cet article est partiellement ou en totalité issu de l’article de Wikipédia en néerlandais intitulé « Ronde van Italië 1981 » (voir la liste des auteurs).